# Relations entre la Norvège et l'Arabie saoudite
Les relations entre la Norvège et l'Arabie saoudite sont les relations extérieures entre la Norvège et l'Arabie saoudite.

## Histoire
La Norvège a une représentation diplomatique en Arabie saoudite depuis 1961. Les relations bilatérales ont été renforcées par l'ouverture de l'ambassade royale saoudienne à Oslo en 2012.
L'Arabie saoudite a une ambassade à Oslo. La Norvège a une ambassade à Riyad et un consulat général à Djeddah.
Selon l'ambassade de Norvège, 84 norvégiens vivent en Arabie saoudite.